# Camilo Mayr
Camilo Mayr (* 4. März 1991 in Bogotá) ist ein deutscher Bogenschütze in der olympischen Disziplin Recurve-Bogen.

## Werdegang
Camilo Mayr studiert Biophysik an der Humboldt-Universität zu Berlin. Er ist gebürtiger Kolumbianer, der von seinen Eltern, einer Kolumbianerin und einem Deutschen, adoptiert wurde. Der B-Nationalkader-Athlet wird von Oliver Haidn trainiert und startete bis 2013 für die Schützengilde Welzheim, danach wechselte er zum Schützenverein Querum. Er war zunächst als Junior erfolgreich. Bei den Europameisterschaften 2010 in Winnenden gewann er die Bronzemedaille mit der Mannschaft. 2005 gewann er den Titel bei den Deutschen Hallenmeisterschaften der Junioren, zudem wurde er 2003 in der Halle und 2004 sowie 2006 bei den Freiluftmeisterschaften Dritter.
Seit 2012 startet Mayr bei den Männern im Leistungsbereich. Bei den Europameisterschaften in Amsterdam wurde er mit Florian Floto und Sebastian Rohrberg Achter im Mannschaftswettbewerb und 17. des Einzels. Beim Weltcup in Ogden kam er mit dem deutschen Team auf den dritten Platz. Obwohl er die direkte Qualifikation für die Olympischen Spiele in London verpasste, profitierte er von der Rückgabe eines Quotenplatzes durch Israel und kam als Nachrücker ins olympische Feld. Damit setzt er eine Tradition seines Heimatvereins fort, der damit seit 1992 bei allen Olympischen Spielen im deutschen Aufgebot vertreten war. Im Vorkampf wurde er mit 653 Ringen 52. der 64 Teilnehmer. In der ersten Runde scheiterte er mit 0:6 an Xu Ying.
National wurde Mayr bislang fünfmal Einzelmeister, 2009/10 Mannschaftsmeister und 2008 Meister in der Bundesliga.